# Liste von Fanfiction-Begriffen
Dies ist eine Liste von wichtigen Begriffen, die in Fanfictions benutzt werden.

## Autor
AN oder A/N: Abkürzung für Author’s Note. Das sind besondere Anmerkungen des Autors an die Leser. Der Autor kann dabei von seinem Alltag oder von der Geschichtenentstehung erzählen oder eine kurze Zusammenfassung geben. Oft sind in AN auch Grüße, Widmungen und Danksagungen zu finden. Dabei steht AN meist am Anfang oder am Ende eines Werkes oder Kapitels. Kommentiert der Autor das Geschehen genauer, so können sie auch innerhalb des Werkes abgesetzt vom Fließtext auftauchen. 
Betaleser: Eine zweite Person neben dem Autor. Sie entspricht einem Lektor und soll den Autor auf Fehler in Grammatik und Rechtschreibung hinweisen, kann aber auch bei inhaltlichen Mängeln helfen und Verbesserungen vorschlagen. Dabei ist es hilfreich, wenn sich der Betaleser mit dem Fandom auskennt.

## Figuren
Abuse: Die Misshandlung einer Figur stehe im Zentrum des Werkes oder ist ein wichtiger Teil der Handlung. Die Misshandlung kann körperlicher, sexueller oder seelischer/psychischer Natur sein.  
AH: Abkürzung für All Human. Alle Figuren in der Geschichte sind Menschen.
Amnesia/Amnesie: Eine Figur verliert hierbei das Gedächtnis zu Teilen oder ganz. Diese Änderung wird meist verwendet, um bestimmte Verhaltensweisen zwischen Figuren zu erreichen oder um eine neue Sicht auf die übrigen Figuren zu schaffen. Dabei wird keine eigene Figur eingeführt.
ANC: Abkürzung für Annoying new Character. Das ist eine Figur (engl.: Character), die im Original nicht vorkommt. Es handelt sich hierbei meist um eine wichtige Person oder den Protagonisten der Fanfic.
Animalized: Das Gegenteil von Humanized/Gijinka. Figuren sind im Original Menschen und sind/werden anthropomorphe Wesen.
- In der Geschichte bleiben sie anthropomorphe Wesen, aber die Welt um sie herum ändert sich.
- Oder sie werden durch einen Zwischenfall zu anthropomorphen Wesen (durch Magie oder Wissenschaft).

Bashing: Eine Canonfigur zeigt ihre typischen Schwächen und Charakterfehler und erleidet schwere Folgen.
CD: Abkürzung für character death. Eine Figur stirbt. Meist eine der Hauptfiguren.
ER: Abkürzung für Established Relationship. Das Pairing besteht seit dem Beginn der Geschichte.
Gary-Stue: Männliche Form der Mary Sue.
Genderbend: In der Geschichte wurde das Geschlecht von mindestens einer Figur gegenüber der Vorlage abgeändert.
Humanized: Auch Gijinka (engl. Humanized und jp. Gijinka). Das Gegenteil von Animalized. Figuren des Originals sind keine Menschen, sondern anthropomorphe Wesen und sind/werden Menschen.
- In der Geschichte sind sie entweder von vornherein Menschen, damit wird in der Geschichte die Welt um die Figuren verändert.
- Oder sie werden durch einen Zwischenfall Menschen. Das ist dem Autor selbst überlassen, ob durch Magie oder Wissenschaft.

IC: Abkürzung von In character. Das Gegenteil von OOC. Das Verhalten der Figuren entspricht der des Originals.
Mary Sue: Mary Sue ist das weibliche Gegenstück zu Gary Stue, wird aber nicht ausschließlich nur für weibliche Personen genommen. Mary Sue ist dabei eine Figur, die besondere Fähigkeiten hat und/oder ohne großen Aufwand schwierige Aufgaben auf Anhieb und mit Leichtigkeit schafft. Muss kein Self Insert sein. Mary Sues sind nicht gern gesehen.
Mpreg: Abkürzung für male pregnancy, Schwangerschaft von Männern.
Multiple Partners: Mehrere Sexualpartner (m/m/m, f/f/f, f/m/f, m/f/m).
NC: Abkürzung für New Character. Eine nicht im Original vorkommende Person nimmt eine Rolle innerhalb der Fanfic ein. Meist Protagonist.
OC: Abkürzung für Original Character oder Own Character. Auch üblich OFC – Original Female Character oder OMC – Original Male Character. Bezeichnet selbsterfundene Figuren, die sowohl in freien Arbeiten wie auch in Fanfictions auftauchen können. Werden auch FanCharacter genannt.
OOC: Abkürzung für Out of Character. Eine oder mehrere Personen aus der Originalserie benehmen sich untypisch.

## Fanfiction
Canon: Auch Fandom. Ist die Originalgeschichte für die Fanfiction.
Canon Pairing: Spezifizierung eines Pairings. Das Paar kommt bereits in der Originalserie vor und wird innerhalb der Fanfic nicht zerstört.
Character code: Bezeichnet die Buchstabenkürzel für Pairings. Beispiel: K/P für Katniss/Peeta
CHP: Abkürzung für Chapter (dt. Kapitel)
Cliffhanger: Die Geschichte wird an einer sehr spannenden Stelle unterbrochen. Der Leser wird damit "hängen" gelassen.
Denial: Ein Charakter ist in denial, wenn er sich in der Leugnungsphase befindet. Dabei akzeptiert er bestimmte Geschehnisse des Canon nicht oder ignoriert diese. Eine Denial Fic ist demnach eine Geschichte, bei der der Autor z. B. über den Tod eines Charakters hinwegsieht, als wäre das (nun geleugnete) Ereignis nie passiert.
Don’t like don’t read: Wenn du es nicht magst, dann lies es nicht. Oder: Hinterlasse nur positive Reviews oder gar keine.
EA: Abkürzung für Episode Addition. Geschichten, die an eine spezielle Folge oder ein spezielles Kapitel anknüpfen.
Epilog: Bildet manchmal den Abschluss einer Fanfiction. Spielt oft eine unbestimmte Zeit nach der eigentlichen Geschichte.
Fandom: Steht für Fan-Gemeinde bzw. Originalserie einer Fanfic.
Fanon: Nicht verifizierter, aber vom Fandom anerkannter Hintergrund eines Fandoms.
FF: Abkürzung für Fanfiction
Flame: Ein unfairer Kommentar eines Lesers zu einer Fanfic. Kritisiert den Autor und nicht die Geschichte.
Format: Aufteilung und Gestaltung des Textes. Anzahl der Zeichen pro Zeile, Absätze, Fett, Kursiv oder die Aufteilung in Kapitel.
Header: In einem Header werden Autor, Serie, Warnungen, Pairings, Timeline und eventuelle Anzahl der Kapitel aufgelistet.
Kap: Auch Kapitel. Ein Sinnabschnitt einer Fanfiction. Längere Geschichten können in Kapitel unterteilt werden um eine vorläufige Meinung zur bisherigen Fanfiction von anderen Fans zu bekommen.
Kinks/Squicks: Sexuelle Vorlieben und Abneigungen. Wenn der Autor etwas besonders mag, ist das ein Kink, wenn er es abstoßend findet ein Squick.
Loli-con: Eine Warnung an den Leser, dass die Fanfiction das Thema Pädophilie behandelt, in diesem Fall minderjährige Mädchen. Das männliche Gegenstück ist "Shota-con".
Missing Scene: Ähnlich wie EA mit dem Unterschied, dass eine Missing Scene innerhalb einer Folge spielt. Dabei kann diese Handlung den restlichen Verlauf der Geschichte beeinflussen.
OTP: Abkürzung für One True Pairing. Das einzige Lieblingspaar eines Fans. Manchmal leicht obsessiv gemeint, da es sowohl Canon, als auch Fanon oder komplett abwegige Paare bezeichnen kann.
Outlining: Eine grobe und stichwortartige Auflistung von Szenen und Aktionen (Outline), welche später in einer Fanfiction verwendet werden sollen. Eine Gedankenstütze des Autors.
Pairing: Bezeichnet eine romantische Beziehung zwischen zwei Figuren.

## Genre

### Fanfiction-Genre
Crossover: Die Fanfiction beinhaltet eine Mischung aus zwei Geschichten. Die Originale bleiben meist eng zusammen, nur sehr wenig wird verändert. Oft treffen nur die verschiedenen Charaktere aufeinander und erleben Abenteuer.
Fusion: Ähnlich wie beim Crossover ist dieses Genre ein Mix aus zwei oder mehreren Serien. Dabei werden aber die Serien noch enger verknüpft. Die Handlung der Geschichte besteht aus einer Mischung aus beiden. Dabei können auch die Charaktere der einen Serie die der zweiten ersetzen.
Lemon/Lime: Die japanischen Gegenstücke sind Hentai und Ecchi. Fanfictions dieser Art haben einen erotischen Inhalt. Lime ist dabei die abgeschwächte Version, in der Andeutungen des Geschlechtsaktes vorkommen. Die Lemon sind in der grafischen Beschreibung viel deutlicher. In einer Lemon muss es aber nicht ausschließlich um Sex gehen.
MST3K: Ableitung der Fernsehserie Mysterie Science Theatre 3000. In dem Genre werden (oft qualitativ schlechte) Fanfictions eines Autors (mit Erlaubnis des Autors) mit satirischen und oft boshaften Kommentaren versehen. Dabei werden oft die Charaktere der kommentierten Geschichte mit einbezogen, als würden diese gerade eine Geschichte über sich lesen.
Multicrossover: Die erweiterte Form eines Crossovers. Dabei treffen drei oder mehrere Fandoms aufeinander.

### Story-Genre
Actionadventure: Eine Abenteuer-Fanfiction. Das Ziel der Charaktere bei diesem Genre ist das Erledigen einer Aufgabe. Das Abenteuer kann die Rettung einer Jungfrau vor einem Drachen sein, die Reise durch den Weltraum oder die Rettung der Welt.
Drama: Die Charaktere durchleben schwere Schicksalsschläge. Gegenteil von Romantik und Humor. Vergleiche Drama
Drabble: Diese Fanfictions bestehen aus ca. 100 Wörtern. Es gibt aber auch Double-Drabble (200 Wörter), Triple-Drabble (300 Wörter) und Quad-Drabble (400 Wörter).
Horror:  Das Genre zielt auf Gänsehaut und Angstzustände ab. Dabei wird alles eingesetzt, was gruselig ist.
Humor: Auch Komödie genannt. Leicht verdauliche Handlung, die keine großen Ansprüche stellt, sondern zum Amüsement des Lesers dient. Von subtilen Witzen über peinliche Situationen bis hin zum Slapstick wird alles verarbeitet.
Krimi: Wird auch als Polizeigeschichte oder Detektivgeschichte bezeichnet. Die Handlung besteht daraus, ein Verbrechen aufzuklären. Dabei ist die Handlung nicht sofort zu durchschauen und der Leser wird zum Mitraten angeregt. Oft wird erst zum Schluss aufgelöst, wer der Täter ist.
Mystery: In der Geschichte geht es um mysteriöse Vorkommen. Das können Geister, Vampire oder ähnliches sein.

## Geschichtenstil
Altraverse: Auch Alternate Universe genannt. Vor Beginn der Originalserie (-film, -buch oder -manga) trat bei diesem Fanfiction-Genre eine Veränderung ein. Dadurch wurde die gesamte spätere Geschichte verändert. Die Handlung kann dadurch in einer völlig anderen Welt spielen, aber auch fast identisch sein. Meist werden die Änderungen immer größer.
Angst: Diese Geschichten sind düster. Sie sollen dem Leser Angst machen und können erschreckend sein.
Bad language: In der Geschichte wird häufig geflucht und es werden derbe Ausdrücke benutzt.
Badfic: Eine schlechte Fanfiction. Meist vom Autor beabsichtigt.
Case-Fic: Die Geschichte beschäftigt sich mit der Untersuchung eines Falles: z. B. Mordfall oder ein medizinischer Fall.
Challenge (dt. Herausforderung): Die Geschichten müssen bestimmte Vorgaben erfüllen. Beispielsweise muss ein Gegenstand gefunden werden und dieser muss dabei eine wichtige Rolle spielen, oder aber eine Reihe von Gegenständen (eine Liste). Es kann aber auch sein, dass ein bestimmter Satz oder eine Situation vorkommen muss. Aber es ist auch möglich, dass eine Reihe von Dingen nicht vorkommen dürfen.
Crackfic: Oder Acidfic. Eine Fanfiction-Form, bei der der Autor seine Charaktere wahllos irgendwohin versetzt, in sinnlose Situationen, in verrückte Konstellationen oder einfach alles OOC gestaltet. Der Leser soll dabei das Gefühl haben, dass der Autor beim Schreiben auf Drogen war. Die Pairings in diesen Geschichten sind ebenso unplausibel.
Curtain-Fic: Bezeichnet Geschichten, deren Plot hauptsächlich darin besteht, dass Charaktere häusliche Pflichten zu erledigen haben. Dabei kann auch ein Pair gezeigt werden, welches den Tag zu Hause verbringt. In Fandoms, deren Charaktere viel auf Achse sind, kann mit Curtain-Fic aber auch eine Geschichte bezeichnet werden, in der die Charaktere mehr oder weniger freiwillig sesshaft werden.
DF: Abkürzung für Dark Fic. Eine Geschichte mit dunkler, mysteriöser oder furchteinflößender Handlung. Oft sind die Antagonisten/Bösewichte des Originals die Protagonisten, oder einer der "Guten" schließt sich ihnen an. Wird in der Inhaltsangabe durch Dark! deutlich gemacht.
Dub-con: Abkürzung für dubious consent (dt. zweifelhaftes Einverständnis). Das sind Geschichten, bei denen die Einwilligung eines oder mehrerer Charaktere zu sexuellen Handlungen nicht eindeutig ist.
Filk: Eine Art Musical Comedy. Der Autor dichtet ein Lied um, damit dieses auf das Fandom passt. Können auch Gedichte sein. Muss allerdings von einer Songfic unterschieden werden, da dort auch Ideen des Originals eingebracht werden.
First Time: Die erste Liebe und/oder das erste Mal.
Fluff: Die Geschichte besitzt ein Übermaß an Harmonie und Idylle. Alle haben sich gern und niemand tut jemandem etwas.
Gen: Der Fokus der Geschichten liegt nicht auf Pairings. Auch sexuelle Handlungen sind nicht im Vordergrund.
Het: Auch Hetero. In diesen Geschichten ist das Hauptpairing heterosexuell.
MMFF: Abkürzung für Mitmach-Fanfiction. Ein Stil für Fanfictions, an denen mehrere Personen mitschreiben. Der Autor, unter dem die Geschichte läuft, stellt ein Szenario zur Verfügung und gibt Personen vor oder stellt es den Mitmachenden frei, Personen nach einem bestimmten Steckbrief zu entwerfen. Zudem kann der Autor sich immer wieder an die Mitmachenden wenden. So "schreiben" sie dann gemeinsam eine Geschichte.
Musefic: Eine Fanfic, in der Autor Zwiegespräche mit seiner Muse führt: z. B. mit seinem Lieblingscharakter oder einer unbestimmten Macht, die aus dem Nichts zu ihm spricht.
Non-con: Abkürzung für non-consent (dt. kein Einverständnis). Das sind Geschichten, bei denen die Einwilligung eines oder mehrerer Charaktere zu sexuellen Handlungen nicht gegeben sind, Personen also vergewaltigt werden.
Slash: In diesen Fanfics stehen homosexuelle Pairings im Mittelpunkt.
Smut: Sexuelle Inhalte in der Fanfic, meist werden die Praktiken in den Tags genauer beschrieben.
One-shot: Eine Fanfic, die nur aus einem Kapitel besteht, welches in sich abgeschlossen ist und ein Ende hat. Ist meist länger als eine Spamfic und besitzt im Gegensatz zu dieser eine vollständige Handlung.

## Raum und Zeit
AU: Abkürzung für Alternate Universe, alternative Realität und Paralleluniversen. Die Personen einer Geschichte werden dabei aus ihrem eigentlichen Umfeld gerissen.